# RAF Camora
RAF Camora, artistnamn för Raphael Ragucci, född 4 juni 1984 i Vevey, Schweiz, är en österrikisk rappare.

## Biografi
Ragucci föddes i Vaud av en österrikisk far och en italiensk mor. År 1997 flyttade han till Wien och växte upp i stadsdelen Rudolfsheim-Fünfhaus. Han har tidigare använt sig av artistnamnen RAF 3.0 och RafOMic.

## Diskografi
- Nächster Stopp Zukunft (2009)
- RAF 3.0 (2012)
- Hoch 2 (2013)
- Ghøst (2016)
- Palmen aus Plastik (med Bonez MC) (2016)
- Anthrazit (2017)
- Palmen aus Plastik 2 (med Bonez MC) (2018)
- Zenit (2019)
- Zukunft (2021)
- Palmen aus Plastik 3 (med Bonez MC) (2022)
- XV (2023)